# Bartolomeo Sorge
Bartolomeo Sorge (Rio Marina, 25 ottobre 1929 – Gallarate, 2 novembre 2020) è stato un gesuita, teologo e politologo italiano, esperto di dottrina sociale della Chiesa.

## Biografia
Nato nell'isola d'Elba da genitori di origine catanese, nel 1938 si trasferì con la famiglia a Castelfranco Veneto. Nel 1946 entrò nella Compagnia di Gesù, e fu ordinato sacerdote nel 1958. Si formò a Milano, in Spagna e in seguito a Roma. Nel 1966 entrò nella redazione della Civiltà cattolica, quindicinale della Compagnia di Gesù, e ne divenne direttore nel 1973, succedendo a padre Roberto Tucci.
Collaborò alla stesura dell' Octogesima adveniens, documento pontificio firmato da papa Paolo VI sull'azione della comunità cristiana in campo politico, sociale ed economico. Negli anni ottanta si attivò, con conferenze tenute in varie città d'Italia, per promuovere nei cattolici una nuova identità culturale e un nuovo ruolo politico, con l'obiettivo di una "rifondazione" della Democrazia Cristiana. Si batté sempre contro l'integrismo di alcuni movimenti cattolici, che al convegno "Evangelizzazione e promozione umana", svoltosi nel 1976, aveva definito «il tarlo del Vangelo».
Lasciata la direzione della Civiltà cattolica nel 1985 per Palermo, dal 1986 al 1996 diresse l'Istituto di formazione politica Pedro Arrupe di quella città. All'interno di questo istituto, insieme a padre Ennio Pintacuda, con il movimento Città per l'Uomo sostenne la cosiddetta Primavera di Palermo di Leoluca Orlando, e poi nel 1991 il suo movimento La Rete, ma allontanò Pintacuda nel 1992 dall'istituto proprio per essersi troppo avvicinato al movimento. Per il suo impegno contro la mafia, per sette anni ebbe la scorta; il capo scorta, Agostino Catalano, rimase vittima della strage di via D'Amelio.
Dal 1997 visse a Milano, presso il Centro San Fedele, di cui fu il responsabile dal giugno 1998 al settembre 2004. Fu anche direttore delle riviste Popoli, fino al 2005, e Aggiornamenti Sociali, fino a tutto il 2009. Successivamente rimase presso la rivista Aggiornamenti Sociali nel ruolo di direttore emerito, e continuò a tenere numerose conferenze in Italia e all'estero. 
Dal 2016 si trasferì nella residenza per gesuiti di Gallarate, dove continuò la sua instancabile attività di formatore, grazie anche all'utilizzo dei social media (in particolare Twitter).
Definì Natuzza Evolo come un dono di Dio e ammise di essere rimasto positivamente colpito dalla mistica e dai suoi doni spirituali.
È morto all'età di 91 anni il 2 novembre 2020 a Gallarate.